# محمد حمد الحنيطي
محمد حمد محمد الحنيطي وُلد قرية أبو علندا. أكمل تعليمه في السلط الثانوية والتحق بالجيش العربي.

## سقوط حيفا
كان لسقوط مدينة حيفا في 22 نيسان 1948م في يد القوات الإسرائيلية تأثير كبير على معنويات العرب ، ودفع هذا الأمر أن قام الإسرائيليون بالاستمرار في مهاجمة القرى الفلسطينية وتهجير أهلها منها وتوطين اليهود مكانهم حسب قرار التقسيم آنذاك.

## قائدا لحامية حيفا
عاصر محمد الحنيطي حرب عام 1948م وكانت سريته في منطقة «فاينري» في حيفا، فاستقال من الجيش، والتحق بقوات المناضلين في حيفا وكان عمره لا يتجاوز ثلاثين عاماً, هذا وقد سبقه في قيادة حيفا الملازم محمد نورهان التركي ابن مفتي الأناضول الذي هاجم حي بيت جاليم بسيارة مليئة بالمتفجرات، وما أن أشعل فتيل اللغم حتى انهال عليه الرصاص فانفجرت السيارة في الحي وقتل محمد نورهان.تم تنصيب محمد الحنيطي لقيادة سرية الجيش الأردني في حيفا، فترك قيادته في الجيش العربي ليتسلم زمام الأمور لقيادة حامية حيفا.
تعاقدت اللجنة القومية مع اثنين من رجال الجيش العربي هما محمد حمد و محمد الحنيطي، فتعهدا بإدارة القتال بشرط أن يتم تزويدهما بـ (300) بندقية E و(400) بندقية من طراز تومي و(12) مدفع رشاش (بون) وقنابل يدوية وثلاث سيارات وملابس عسكرية، فقبلت اللجنة الشرط وتعهدت أن تدفع لكل واحد منهما راتباً شهرياً (250) جنيها.
كانت حامية حيفا تعاني نقصاً حاداً من الأسلحة والذخائر، لذلك فإن القائد الجديد للحامية محمد الحنيطي قام بتنظيم المقاتلين الذين اختلفت تابعيتهم لأكثر من جهة، موزعةً بين أبي إبراهيم الصغير ومجموعة أخرى تابعة إلى اللجنة العربية، وأخرى تابعة للجنة القومية في حيفا، وقام بتقسيم المدينة عشر قيادات تحت إمرته بمساعدة كل من القادة سرور برهم وعبد الخطيب، وأبونمر، ومحمد أبوعزيز، وأبوعلي دلول، وحسن شبلاق، وأبوإبراهيم عودة، وراشد الزفري، ونمر المنصور، وجميل باكير، ويوسف عبد الخالق الحايك، ومجموعات كبيرة من أبناء طيرة حيفا.
قام محمد الحنيطي بتنظيم القوات وتوزيعها على النقاط الحساسة، وإعلان النفير العام، وطلب من السكان التزود بالمؤن والماء والوقود استعداداً للمعركة، كما اتخذ الحنيطي في مدينة حيفا مكانا يدعى «حمام الباشا» على مقربة من مشفى الأمين ويشرف على منطقة البرج، وشارع ستانتون، وأما مساعده سرور برهم فكان مركزه في حارة الغزاوية للإشراف على جسر رشميا وشارع هاشومير، من هجمات متتالية بقيادته على الهاغانا في حيفا،
قاد الحنيطي، برفقة مجموعته، معركة حامية في بداية آذار في شارع فيرجن بين حي الصليب والهدار، وتمكنوا من صد هجوم الإسرائيليين وقتل العشرات منهم، وقد جُرح عدد من مجموعته أمثال سليمان رضا، وعيد محمد، وعبد دافور، وعيد البرقاوي، وأبويوسف، هذا وفي 14 آذار من عام 1948 قامت معركة بقيادة محمد الحنيطي و مجموعته استمرت لمدة 18 ساعة، حيث تقدمت مجموعة من الهاغانا إلى معاقل المجموعة الكائنة في وادي الصليب، والكولونية، والقشلة، وساحة الخمرة، والمركز التجاري حيث تمكنوا من صد الهاغانا، وتكبيدهم خسائر عديدة.
اشتدت المعارك في أحياء البرج –وادي النسناس- حارة الكنائس- ساحة الحناطير- سوق السمك- وادي الصليب- المحطة- رشميا والحليصة- بوابة الدير- وشارع عباس أفندي، والميناء، وشارع الملوك وسوق الشوام. وقد تمكنت مجموعة الحنيطي من احتلال مناطق حساسة من معاقل الهاغانا في الهدار كرمل، وضواحي حيفا، لكن الإسرائيليين فاجأوا المدينة بهجوم سريع على موقع الفاينري سقط ضحيته 110 عمال من عمال الشركة، و تمت مطاردة الهاغانا، وتراجعوا إلى موتسكن و قتل منهم 60 قتيلاً.
تصدى محمد الحنيطي ورجاله للهاغاناه مستخدمين الأسلحة الرشاشة، والقنابل اليدوية، وتمكنوا من محاصرتهم، وقتل عدد منهم، وكان من بين القتلى قائد قوات الأرغون «بنحاس رام» و قتل من مجموعة الحنيطي عبد الله الحوراني، مصطفى سعساني، صلاح مصطفى، وإبراهيم نصار. وبعد هذه المعركة نقصت كمية الذخيرة لديهم، وكثرت عمليات التفجير من قبل الإسرائيليين في أحياء المدينة، وللحصول على الأسلحة ارتأى القائد الحنيطي ومساعده سرور برهم السفر إلى بيروت سراً لإحضار الأسلحة والذخائر من الهيئة العربية العليا في بيروت.

## استشهاده
في 11 نيسان 1948م خرج محمد الحنيطي إلى بيروت وكان يرافقه أربعة من الحرس في سيارة خاصة. كان سفرهم عن طريق الناقورة – بيروت. ولدى وصوله وإطلاع المسؤولين في اللجنة على حقيقة الوضع وما تحتاجه الحامية من أنواع الأسلحة لدرء الأخطار تم شحنها في سيارتي كميون، وكانت تحتوي على السلاح والذخائر والألغام وكميات من مدافع وقنابل الهاون والهوشكس. وفي صباح يوم 17/ 4/ 1948م واصلت هذه القافلة مسيرها من بيروت إلى حيفا مارة بمدينة صيدا، وكانت مكونة من سيارتي كميون وسيارة خاصة تقل القائد ورفاقه الأربعة، وفي صيدا انضم إليهم أربعة من العرب كان منهم الشاب أحمد محمود عمورة وثلاثة آخرون ومعهم خمس سيارات وخمسة سائقين.
قطعت القافلة الحدود اللبنانية، وكان انضم لها اثنا عشر مقاتلاً من حامية حيفا، بحيث أصبح عدد جميع أفرادها 24 شخصاً. في صباح اليوم ذاته مرت من عكا ولم تتوقف هناك، رغم نصائح البعض للحنيطي بالتوقف في عكا طلباً للراحة، وبغرض فحص الطريق إلى حيفا بشكل يسهل وصولها بأمان. لم يسمع الحنيطي لنصائح مساعده سرور برهم ولإلحاح القادة العسكريين ومطالبتهم إياه بالمبيت في عكا. بعد مرور القافلة من عكا انضم إليها سبعة حراس جدد كانوا بُعثوا من قبل اللجنة القومية في حيفا ليصبح عدد المسافرين 31 شخصاً.
عند مرور القافلة في مفرق قريات موتسكن اعترضتها سيارات إسرائيلية أدت إلى توقفها ووقوعها هدفاً لكمين محكم التدبير أمطر القافلة بالرصاص وأدى إلى قتل خمسة عشر من مرافقيها، بمن فيهم محمد الحنيطي وسرور برهم وفخري البرد وإصابة نمر الخطيب بجراح بالغة نقل على أثرها لدمشق للعلاج ولم يعد من يومها إلى حيفا. انفجرت إحدى الشاحنتين الكبيرتين بما فيها من ذخيرة وأحدث انفجارها دوياً هائلاً في حين أفلتت الثانية وسيارة خصوصية أخرى وعادتا إلى عكا.
وتفيد أغلب الروايات أن الذي قام بتفجير الشاحنة كان محمد الحنيطي الذي كان قد فضل الّا تقع الشاحنة غنيمة بيد الإسرائيليين.